# No wave
No wave a fost o muzică underground, super 8 film, artă de performanță, artă video, și artă contemporană apărută la sfârșitul anilor 1970 spre mijlocul anilor 1980 în downtown New York City când orașul a fost un pustiu de chirii ieftine și droguri ieftine. Termenul "no wave" este în parte o subcultură punk satirică, bazată pe specificul respingerii genului new wave. Muzica No wave a fost o reacție contra actelor new wave. The movement would last a relatively short time but profoundly influence the development of independent film, fashion and visual art.

## Formații notabile
Trupele muzicale, care pot fi considerate ca reprezentanți de bază ai stilului sunt: Teenage Jesus and The Jerks, Glenn Branca, Rhys Chatham, Mars, James Chance and the Contortions, DNA, Bush Tetras, Theoretical Girls, Swans și Sonic Youth.

## Alte formații și alți artiști
- 8-Eyed Spy
- Bush Tetras
- The Del-Byzanteens
- Friction
- Futants
- James White and the Blacks
- Jody Harris
- Judy Nylon
- Lizzy Mercier Descloux
- Lounge Lizards
- Material
- Model Citizens
- Raybeats
- Sick Dick and the Volkswagens
- The Static
- Ut
- Youth in Asia
- Theoretical Girls
- Y Pants
- Boris Policeband